# بطاقة المرأة
بطاقة المرأة (بالإنجليزية: Woman card)‏ أو لعب بطاقة المرأة (بالإنجليزية: Playing the woman card)‏ عبارة تشير إلى استغلال المواقف المتحيزة ضد المرأة من خلال اتهام الآخرين بالتحيز الجنسي أو كره النساء.